# Elle décoration
Elle Décoration est un magazine mensuel de design de maisons contemporaines, publié par Hachette Filipacchi Presse SA (groupe Lagardère Active). Dérivé de l'hebdomadaire Elle, il est publié depuis 1987 et disponible en 25 langues,. 